# Wandknoten
Viele Mehr-Strang-Verdickungsknoten, wie der Fallreepsknoten benutzen den Wandknoten. Sie dienen dazu das Ausrauschen am Ende des Seiles zu verhindern. Sie sind gewöhnlich mit drei oder vier Kardeelen geknotet.

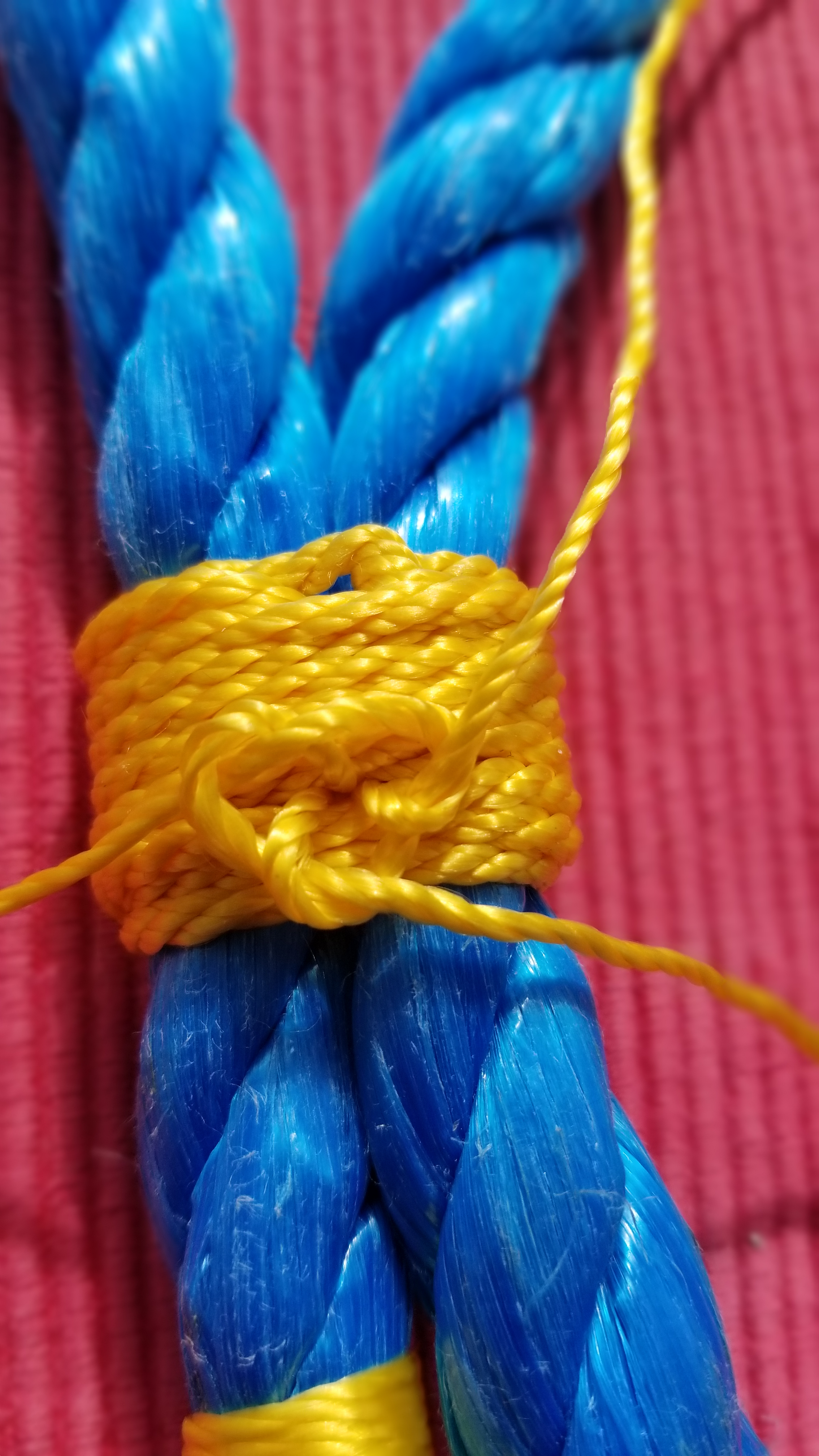
Hier wird ein Taklerstopp mit einem Wandknoten abgeschlossen.

## Knüpfen
Üblicherweise werden solche Knoten mit einem Hanf- oder Sisalseil geknotet. Zur besseren Übersicht werden hier unterschiedlich farbige Reepschnüre verwendet.

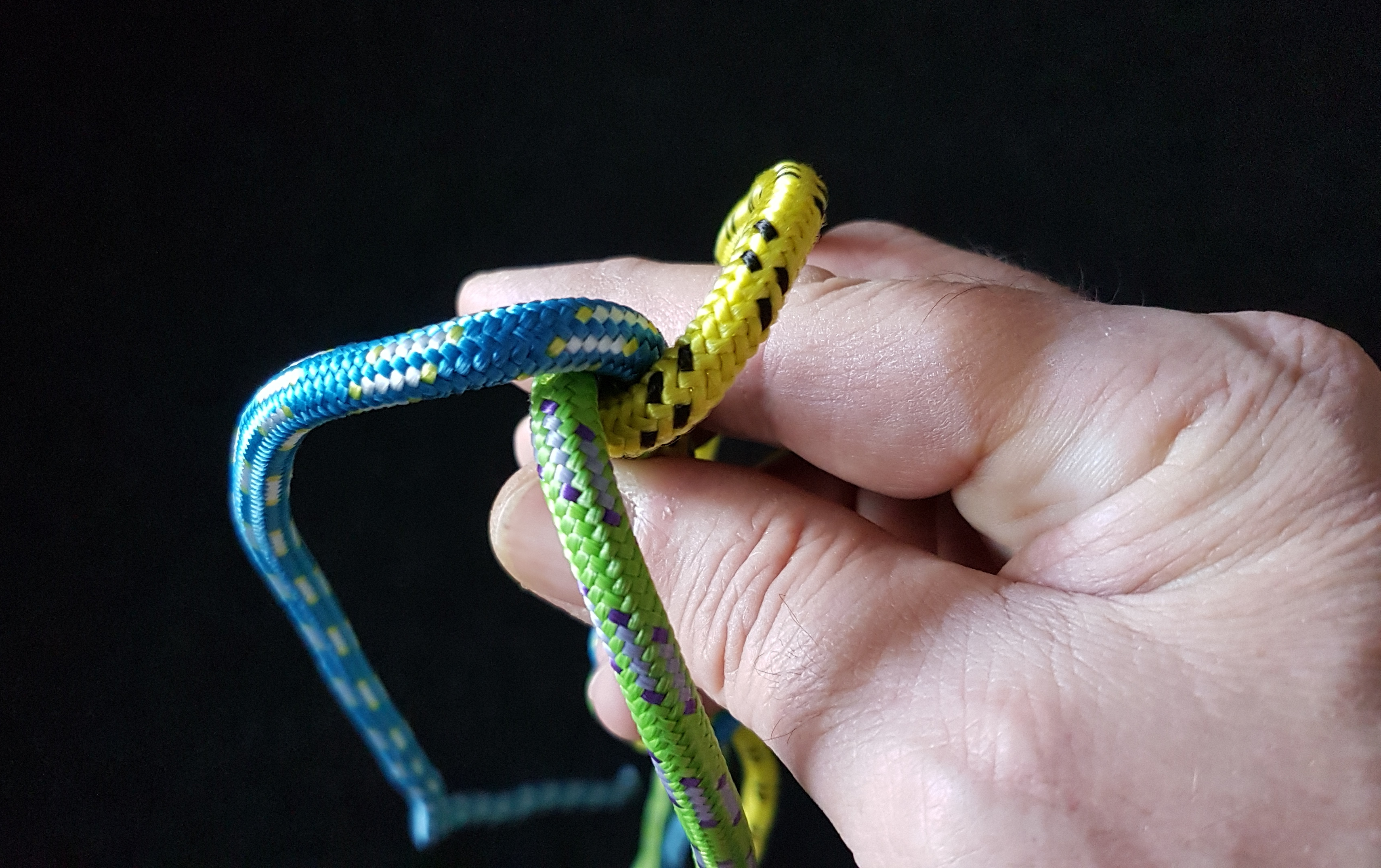
Dreikardeeliges Seil
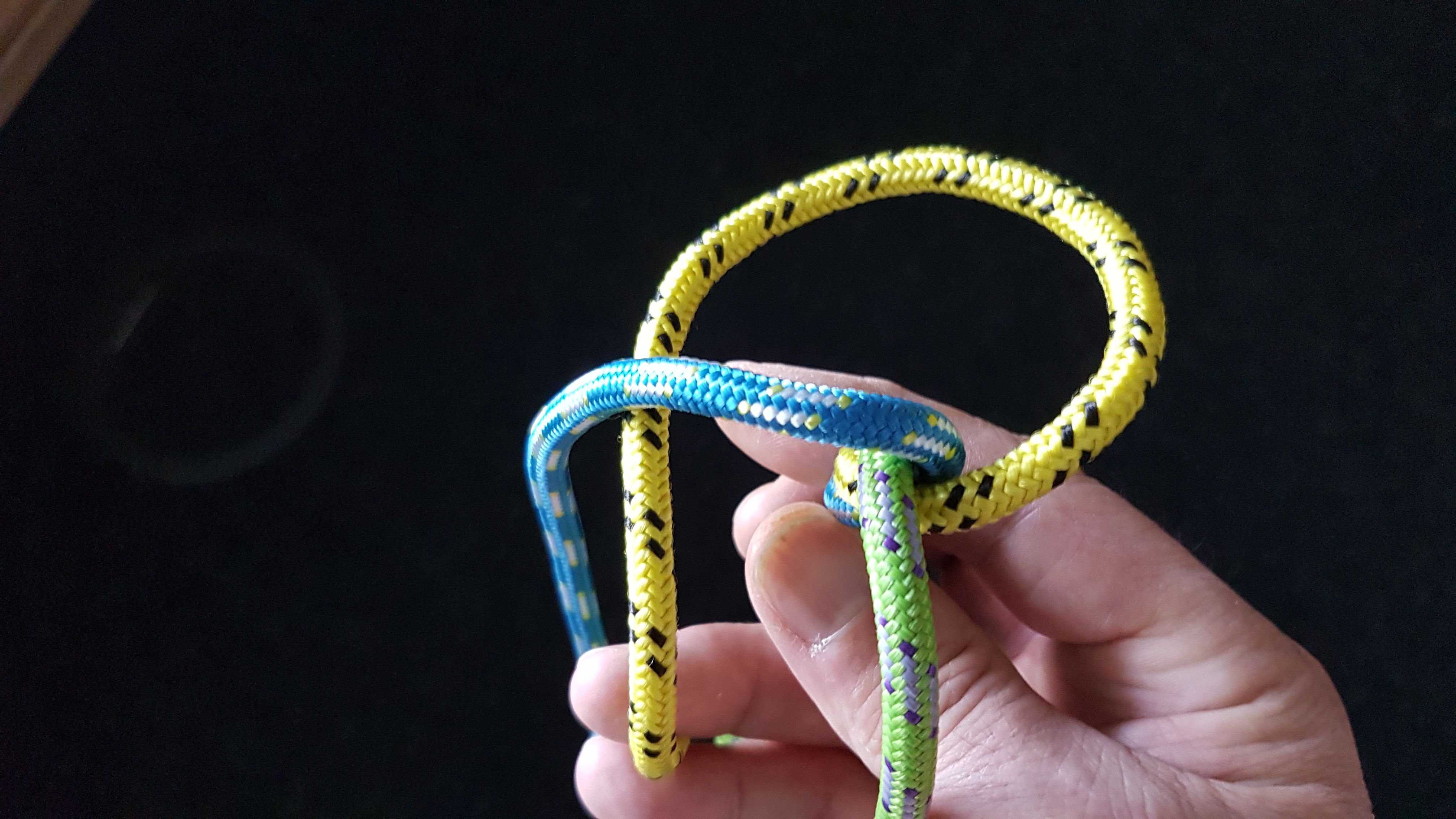
Ein Kardeel, in diesem Fall das gelbe, bringt man entgegen dem Uhrzeigersinn unter das nächste, hier das blaue Kardeel
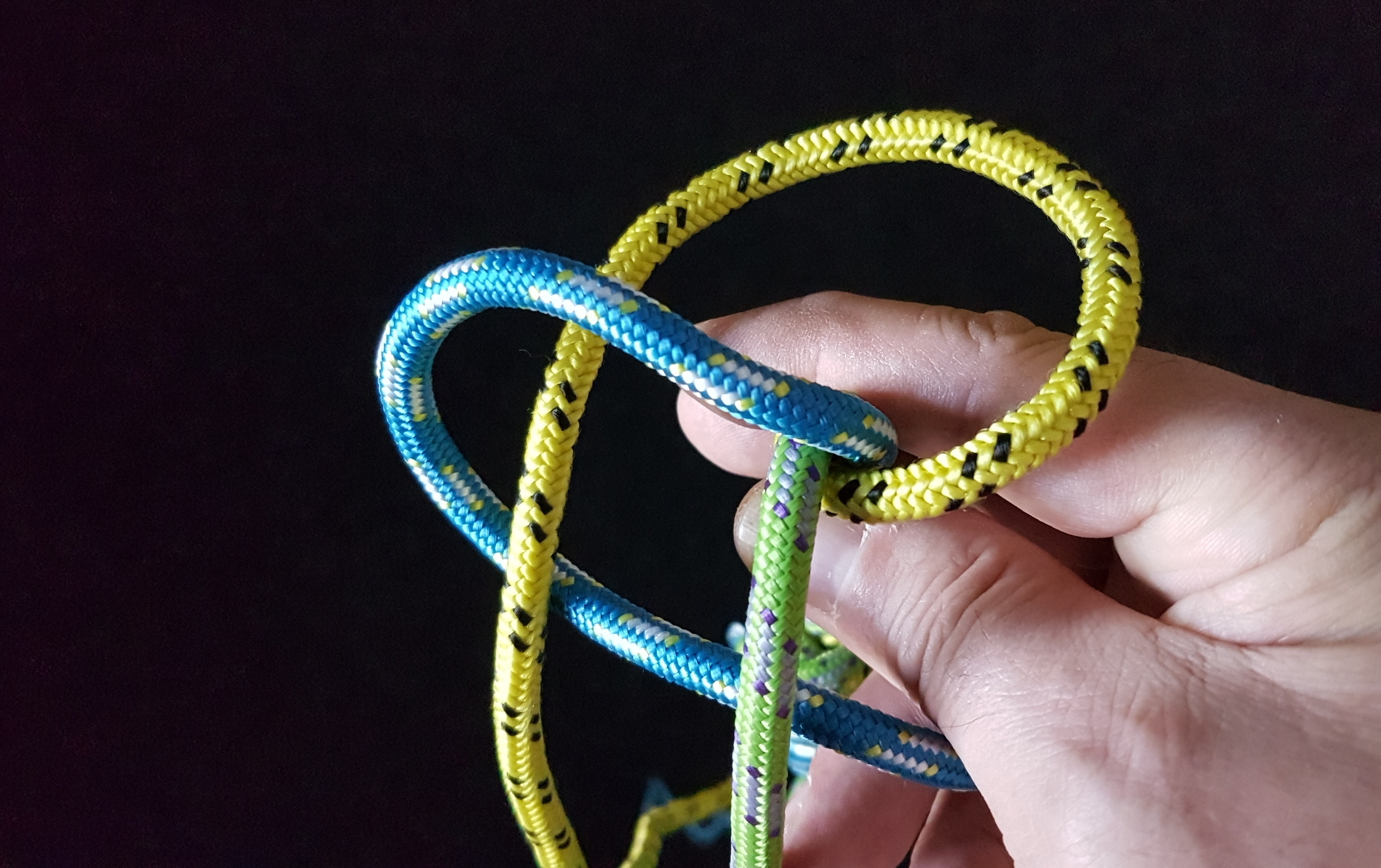
Mit dem nächsten Kardeel (blau) geht man unter dem zuerst bewegten Kardeel (gelb) durch und unter stehende Part des nächsten (grün)
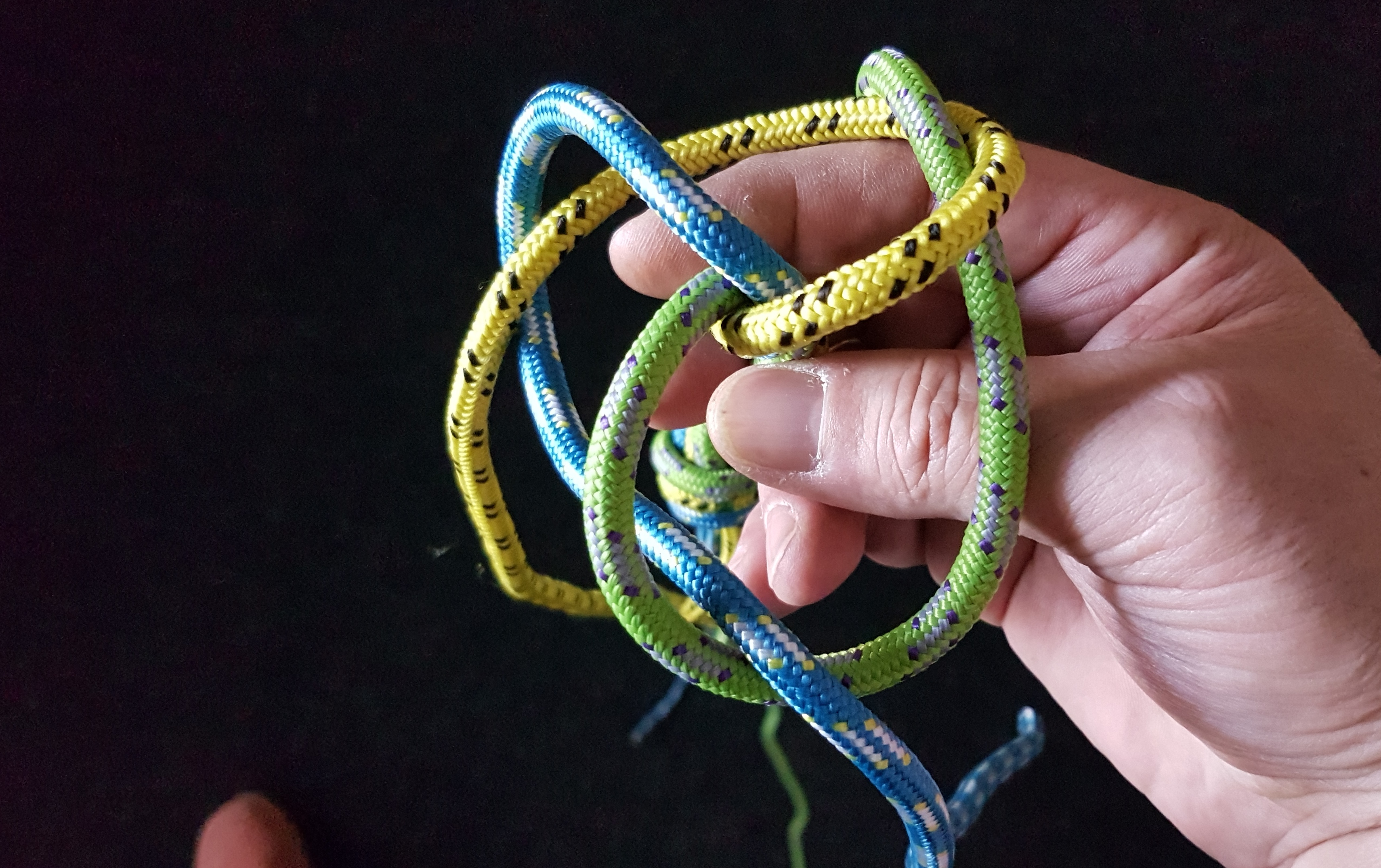
Das dritte Kardeel (grün) führt man unter dem zweiten Ende (blau) durch und nach oben durch die Bucht des zuerst bewegten Kardeels (gelb)
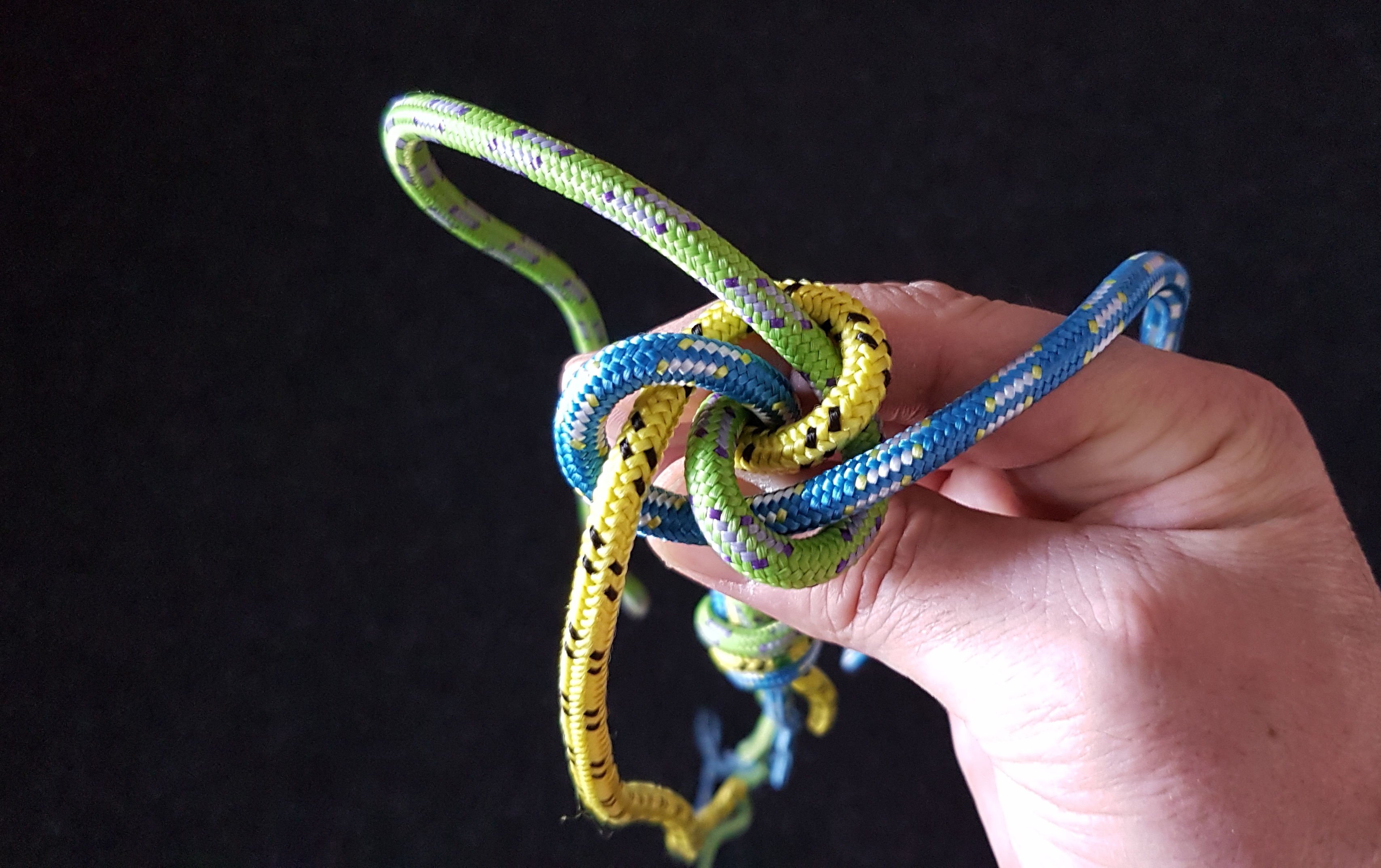
Noch zuziehen
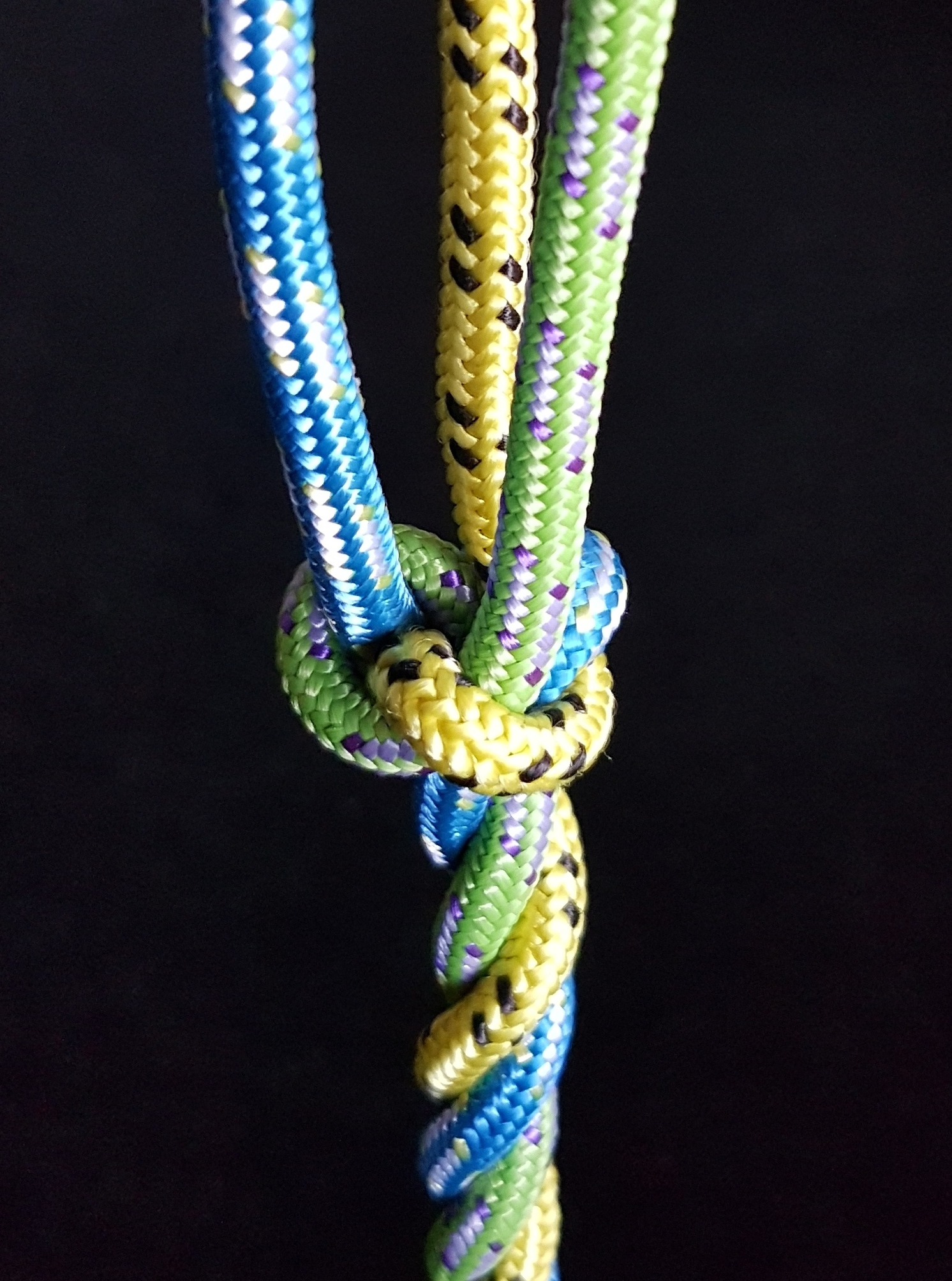
Die Enden der Kardeelen zeigen nach oben

Wird ein „Einfacher Wandknoten“ als Stopper verwendet und nicht verstärkt, ist es am besten, ihn zu versenken.

## Vergleich Kronenknoten – Wandknoten
Der Wandknoten ist das genaue Gegenteil des Kronenknotens

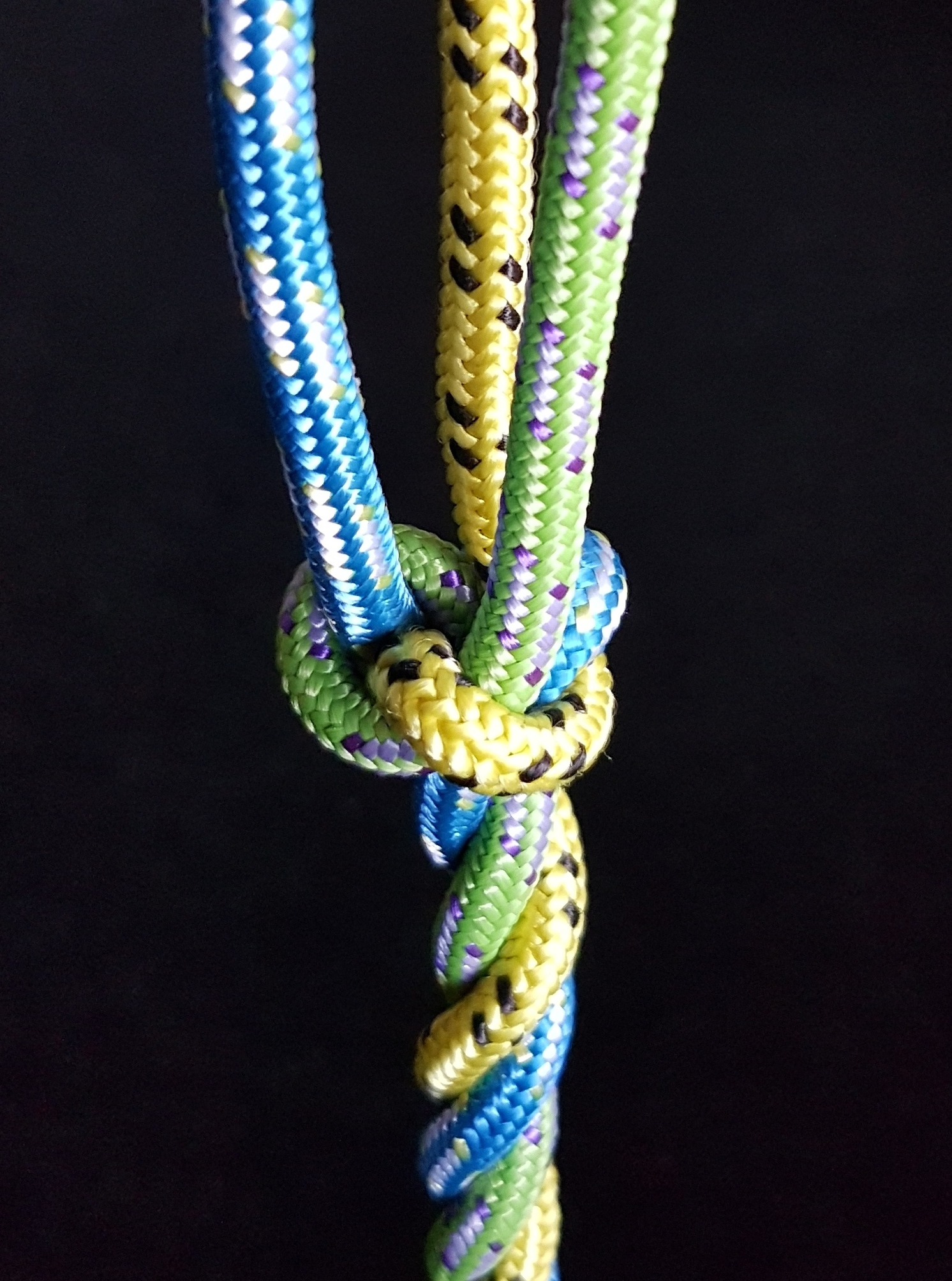
Wandknoten: Die Enden der Kardeelen zeigen nach oben
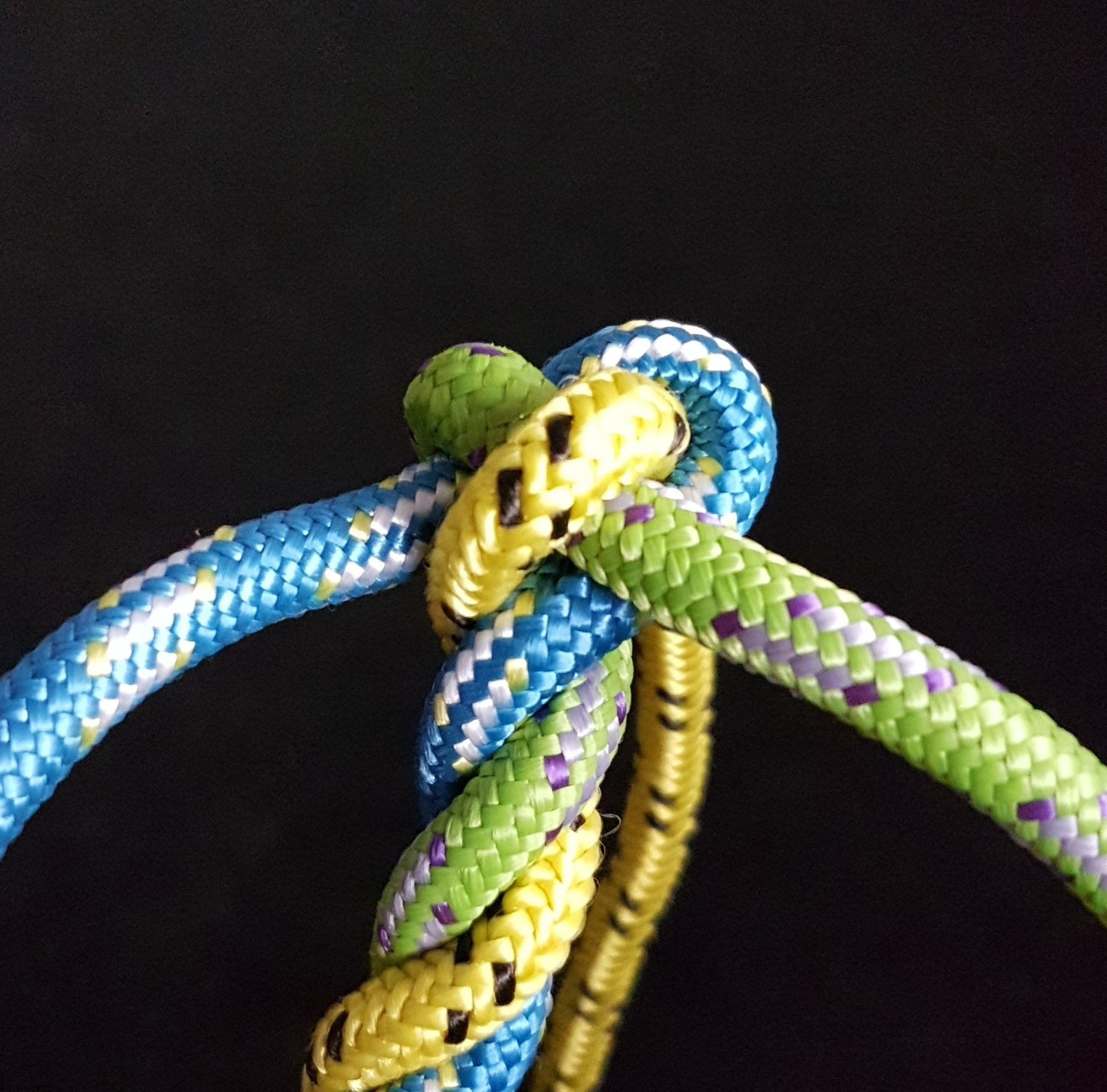
Kronenknoten: Die Enden der Kardeelen zeigen zur Seite

### Beispiel der Verwendung des Wandknotens

Fallreepsknoten, 3-kardeelig. Der Knoten wird aus einem Wandknoten mit darübergelegtem Kronenknoten gelegt
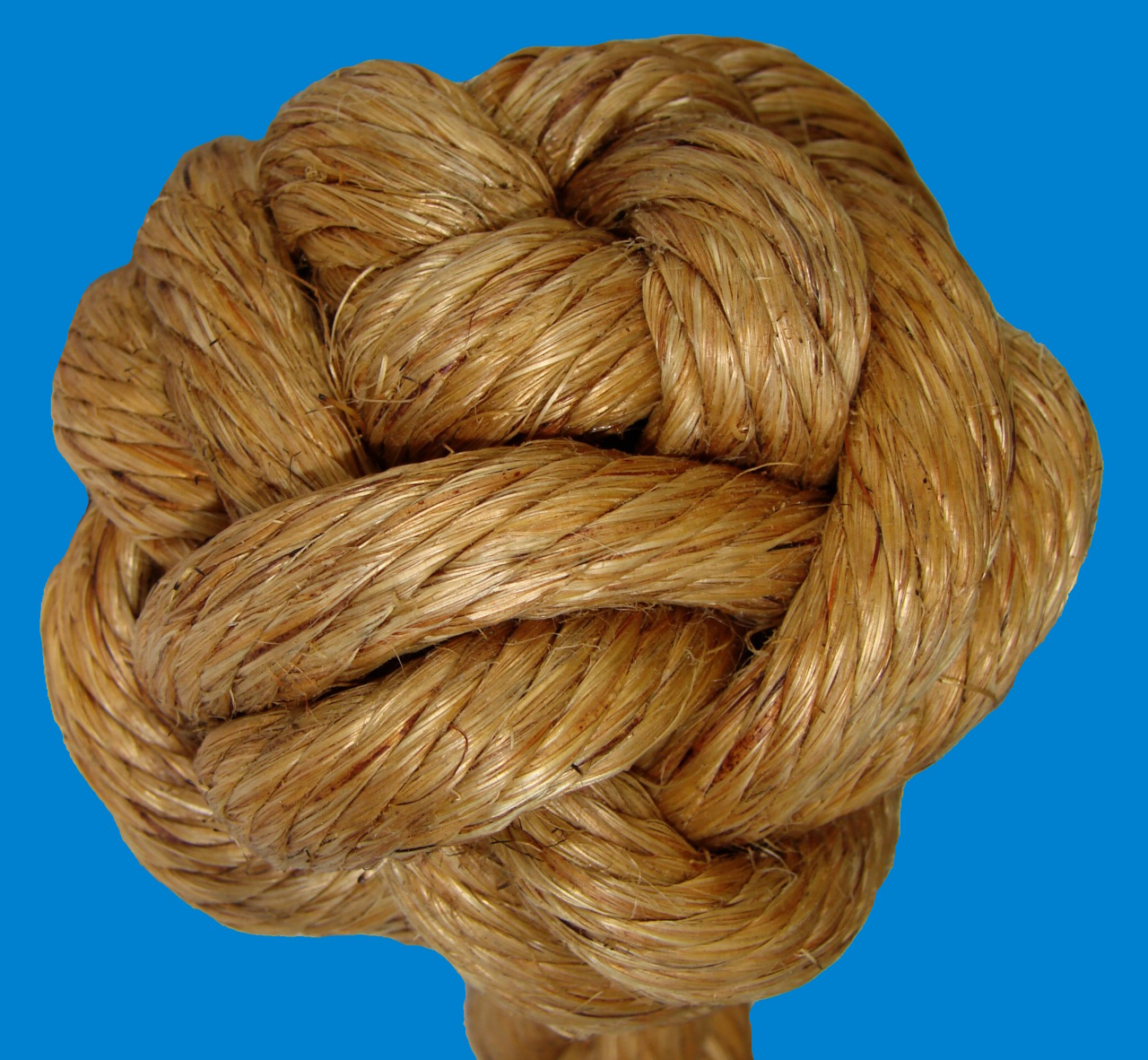
Rosenknoten, vierkardeelig. Der Knoten besteht aus einem Kronenknoten, dann einem Wandknoten und nochmal einen Kronenknoten und auf den Außenkanten nachgesteckt.